# Microrégion d'Ituporanga
La microrégion d'Ituporanga est l'une des quatre microrégions qui subdivisent la région de la vallée du rio Itajaí de l'État de Santa Catarina au Brésil.
Elle comporte sept municipalités qui regroupaient 55 780 habitants après le recensement de 2010 pour une superficie totale de 1 530 km2.

## Municipalités
- Agrolândia
- Atalanta
- Chapadão do Lageado
- Imbuia
- Ituporanga
- Petrolândia
- Vidal Ramos